# Henk van den Breemen
Hendrik Gijsbert Bernhard (Henk) van den Breemen (Valkenswaard, 23 maart 1941 – Mijnsheerenland, 20 januari 2024) was een Nederlandse generaal van het Korps Mariniers. Hij was chef-Defensiestaf van augustus 1994 tot juni 1998.

## Militaire loopbaan
Van den Breemen begon op 6 september 1960 zijn opleiding tot officier der mariniers aan het Koninklijk Instituut voor de Marine te Den Helder. In 1963 werd hij onderscheiden als “meest veelbelovende adelborst” van dat jaar en kreeg de “captain John A. Gade-sabel” uitgereikt.
Van november 1964 tot juli 1965 volgde hij de commando-opleiding in Roosendaal. In 1968 was hij de eerste uitwisselingsofficier bij de Royal Marines. Van juni 1970 tot januari 1972 was hij gestationeerd op Aruba als plaatsvervangend bevelhebber en trainingsofficier van Arubaanse dienstplichtigen.
Vanaf januari 1972 tot juni 1975 was hij commandant van de Koudweer Compagnie, later de Whisky-infanterie compagnie, de eerste berg- en arctische trainingsunit bij de mariniers. Deze samenwerking resulteerde uiteindelijk in de United Kingdom/Netherlands Amphybious Landing Force.
Vanaf juni 1975 tot januari 1979 was Van den Breemen speciale stafofficier voor anti-terrorismeoperaties. In deze periode hadden enkele beruchte gijzelingsacties plaats, zoals in het Indonesische Consulaat in Den Haag, en ook de treinkaping door Zuid-Molukkers bij De Punt en in de lagere school van Bovensmilde.
Vanaf januari 1979 was hij tweede man in het bevel over de eerste Amfibische Gevechtseenheid. Vanaf 1981 volgde Van den Breemen diverse aanvullende hogere opleidingen binnen de krijgsmacht, zoals Management van Defensiesystemen aan de KMA in Breda. Vanaf november 1981 was hij een jaar bevelvoerder van de eerste Amfibische Gevechtseenheid.
Van september 1985 tot juni 1987 werd hij toegevoegd aan de Defensiestaf op het ministerie van Defensie als Hoofd Nucleaire en Strategische Aangelegenheden. In deze functie speelt hij een belangrijke rol bij de voorbereidingen tot het plaatsen van kruisraketten in Nederland.
Vanaf juni 1987 tot april 1988 was hij chef-Staf en plaatsvervangend bevelhebber van het Korps Mariniers.

### Gijzeling De Punt
Van den Breemen speelde een rol als speciale stafofficier voor anti-terrorismeoperaties tijdens de treinkaping bij De Punt en de gijzeling in de lagere school in Bovensmilde, die duurde van 23 mei tot 11 juni 1977. Hij adviseerde het crisisteam, waarin namens het demissionaire kabinet-Den Uyl naast minister-president Den Uyl ook minister van Justitie Van Agt en minister van Binnenlandse Zaken De Gaay Fortman, zitting hadden. Van Agt bleek voorstander van een harde aanpak, terwijl de anderen voorstander waren van onderhandelingen.
Van den Breemen bereidde het besluit voor om met laagvliegende, bulderende jachtvliegtuigen de Molukse kapers in de trein bij de Punt af te leiden in een operatie om de kaping te beëindigen. In een interview met Trouw in 1998 vertelt Van den Breemen dat hij, bij wijze van proef, bij vliegveld Gilze Rijen in een treinwagon ging zitten en het vliegtuiglawaai van de Starfighters op zich liet inwerken. Premier Den Uyl was aanvankelijk niet voor die aanpak. Hij vreesde dat zo'n schijnaanval door de luchtmacht onnodig veel machtsvertoon zou opleveren. Toen Van den Breemen gekscherend voorstelde de jachtbommenwerpers dan maar wit te maken en er ‘politie’ op te schilderen, werd dat in het crisisteam nog even serieus genomen. “Van die schilderbeurt kon gelukkig worden afgezien”, aldus Van den Breemen.
In de nasleep van de treinkaping, waarbij een aantal kapers werd doodgeschoten, stelde de Tweede Kamer vragen aan de regering naar aanleiding van een onderzoek door journalist Jan Beckers in samenwerking met betrokken gijzelnemer Junus Ririmasse. Er werd een archiefonderzoek ingesteld, dat in november 2014 werd gepubliceerd en dat openheid gaf over de operationele details van de bevrijdingsactie. Daarna stelden enkele nabestaanden een aanklacht in tegen de Nederlandse staat. De advocaat van de nabestaanden vond dat vier commandanten van de bevrijdingsactie onder ede verhoord moesten worden, evenals oud-generaal Henk van den Breemen en oud-minister van Justitie Van Agt. Op 25 juli 2018 wees de rechtbank Den Haag vonnis: er kwamen geen nadere verhoren en de eis tot schadevergoeding werd afgewezen. In 2021 kwam het Gerechtshof in hoger beroep tot dezelfde conclusie. Daarbij werd ook rekening gehouden bij de voorgeschiedenis: zowel bij de kaping in Wijster als bij de overval op de ambassadeurswoning in Wassenaar, op het Indonesische consulaat en bij De Punt hadden de Molukkers met geweld gedreigd en maakten ze dodelijke slachtoffers.

### Brigade-generaal en Defensienota 1991
In 1988 werd hij als brigadegeneraal geplaatst bij de defensiestaf in Den Haag, waar hij onder andere meeschreef aan de Defensienota 1991, die de basis legde voor het Nederlandse defensiebeleid na de Koude Oorlog.
De Defensienota volgde op de nog diffuse veiligheidssituatie na de val van de Muur in 1989, waarin de politieke en militaire leiding zich plotseling moest beraden op de toekomst en zelfs het bestaansrecht van de krijgsmacht. Na de hereniging van Duitsland op 3 oktober 1990 was een terugkeer naar de oude situatie niet meer mogelijk. Toen een jaar later, op 25 december 1991, ook de Sovjet-Unie relatief vreedzaam uit elkaar viel, leek het Koude Oorlog-conflict definitief voorbij. De meer diffuse en minder acute dreiging en de fundamentele politieke veranderingen in Europa vroegen om een andere krijgsmacht, met kleinere, multifunctionele, meer mobiele eenheden, die in uiteenlopende, moeilijk te voorziene situaties snel konden worden ingezet, met daarop afgestemde uitrusting.
De Defensienota diende ook rekening te houden met een van de grootste uitdagingen van dat moment: de economische crisis van de jaren tachtig, die de Nederlandse regering dwong om fors te bezuinigen op de overheidsuitgaven.
Op 8 januari 1990 was de eerste opzet voor de uitgangspunten van een nieuwe defensienota gereed. Voor de militaire inbreng had staatssecretaris Relus ter Beek, daartoe aangezet door chef-Defensiestaf generaal Peter Graaff, brigade-generaal der mariniers Henk van den Breemen aangewezen als de coördinator namens de krijgsmacht voor de nieuwe defensienota naast Jacques de Winter als vertegenwoordiger van de Directie Algemene Beleidszaken (DAB) van het ministerie van Defensie.
Op 9 maart 1990 presenteerde de Stuurgroep de definitieve uitgangspunten en richtlijnen voor de Defensienota, die in 1991 zou verschijnen. De (gereduceerde) Nederlandse krijgsmacht ging zich meer toeleggen op crisisbeheersing en vredesoperaties in plaats van hoofdzakelijk op de verdediging van het territoir van het NAVO-bondgenootschap.

### Prioriteitennota
Na de Defensienota van 1991 (na de val van de Muur) volgde de Prioriteitennota van 1993 (na het uiteenvallen van de Sovjet-Unie). Als plaatsvervangend chef-Defensiestaf was Van den Breemen ook met de totstandkoming van deze Prioriteitennota belast. Een van de opvallendste zaken hieruit is de oplossing voor de beperkte uitzendbaarheid van dienstplichtigen: het opschorten van de opkomstplicht, die uiteindelijk in 1995 geëffectueerd zou worden. Daarmee was de verandering van de Nederlandse krijgsmacht compleet.
De opschorting van de dienstplicht beschouwde Van den Breemen als een noodzakelijk kwaad. „Ik ben altijd een voorstander geweest van de dienstplicht, vanwege de vormende waarde ervan. Maar in de gegeven omstandigheden was het een juist besluit.”
Volgens Van den Breemen was de opschorting van de dienstplicht niet tegen te houden en koos hij voor een ‘vlucht naar voren’ en pleitte voor de noodzakelijke investeringen die nodig waren voor die aanpassingen.

### Chef-Defensiestaf
In 1994 werd Van den Breemen als eerste en tot nu toe enige marinier benoemd tot Chef Defensiestaf. De chef-Defensiestaf (CDS) was tot september 2005 de hoogste militaire functie van de Nederlandse Krijgsmacht. In september 2005 werd de functie van chef-Defensiestaf omgedoopt tot commandant der Strijdkrachten, die ook afgekort werd tot CDS. Van den Breemen gaf leiding aan de Defensiestaf en was de belangrijkste militaire adviseur van de minister en de staatssecretaris van Defensie. De Defensiestaf is belast met zaken die alle krijgsmachtdelen aangaan en met internationale aspecten van het veiligheidsbeleid. Van den Breemen trad in zijn hoedanigheid als CDS tevens op als voorzitter van gezamenlijke vergaderingen van de hoogste bevelhebbers van de marine, landmacht, luchtmacht en marechaussee.

### Bezuinigingen
Van den Breemen volgde landmachtgeneraal Arie van der Vlis op: die wilde geen verantwoordelijkheid nemen voor de bezuinigingen uit het regeerakkoord op Defensie. Uit protest vertrok hij een jaar eerder dan hij oorspronkelijk van plan was. In de pers werd gesuggereerd dat Van der Vlis tégen de bezuinigingen was en Van den Breemen vóór.
In een interview in 1997 zei Van den Breemen over de hectiek rond zijn aanstelling: “De werkelijkheid was dat ik de uitvoering van de Prioriteitennota steunde.”
Over het verwijt dat Van den Breemen uit eigen achterban (o.a. van voorzitter Stuiver van de belangenvereniging van officieren NOV) kreeg dat hij door zijn opvolging ‘deloyaal’ zou zijn aan zijn collega’s, zei hij in een interview met NRC Handelsblad in 1994: “Als kapitein verlaat je als laatste het schip. Het heeft mij gestoken dat mensen ook binnen de krijgsmacht mij verwijten dat ik deloyaal ben omdat ik deze functie wilde overnemen en van mening was dat de bezuinigingen uit het regeerakkoord wel doorgevoerd konden worden… Iemand moest het werk doen en ondanks deze bezuinigingen houden we strijdkrachten aan die er mogen zijn en waarop een beroep kan worden gedaan én voor crisisbeheersing én voor de eigen verdediging. Die twee taken liggen trouwens in elkaars verlengde. De krijgsmacht kan beide taken uitvoeren.”
In hetzelfde interview zei Van den Breemen over de bezuinigingen zelf: “De politiek moet natuurlijk goed begrijpen dat de krijgsmacht geen fruitmachine is waaruit iedere keer weer geld kan rollen. Dat geeft te veel onrust in de tent en dan kan je op den duur je opdrachten niet meer aan. Maar met deze plannen houden we een club over die er mag zijn.”

### Srebrenica
Tijdens zijn periode als CDS maakte Van den Breemen onder defensieminister Joris Voorhoeve ook de val van Srebrenica op 11 juli 1995 mee en de daaropvolgende deportatie en genocide van meer dan 7.000 moslimjongens en -mannen door Bosnisch-Servische troepen. Militair verantwoordelijken binnen de Nederlandse krijgsmacht, na Van den Breemen als CDS, waren bevelhebber der landstrijdkrachten generaal Hans Couzy, plv. generaal Ad van Baal en de chef-staf van UNPROFOR in Sarajevo Cees Nicolaï. Overste Thom Karremans was lokaal verantwoordelijk voor de gehele enclave Srebrenica in de functie van commandant Dutchbat III te Potočari. In de lange nasleep van deze tragedie viel op dinsdag 16 april 2002 het gehele tweede kabinet-Kok als gevolg van de kabinetscrisis over het Srebrenica-drama. Bij monde van premier Wim Kok heeft de Nederlandse regering hiermee openlijk wel verantwoordelijkheid voor de gebeurtenissen op zich genomen maar niet de schuld. Die moet volgens Kok in breder, internationaler verband gezocht worden, niet het minst bij de Serviërs.
Henk van den Breemen zei over het Srebrenica-drama in een interview in 1997: “Van de traditionele peacekeeper met de blauwe baret zijn we toegegroeid naar wat wij noemen een groen concept: een vredeshandhaver met een gewone gevechtsuitrusting. Door de snelle verspreiding van wapens heden ten dage kunnen de partijen waarmee je te maken krijgt dusdanig bewapend zijn, dat je altijd vanuit een positie van sterkte en kracht aan zo'n operatie moet beginnen. Dat vraagt een uitrusting die vrijwel identiek is aan die voor het moderne gevechtsveld, in een scenario van een algemene verdediging. Dat is een van de grote lessen die we hebben geleerd hebben van Srebrenica. Hoe je het ook keert of wendt, wat zich daar heeft afgespeeld is natuurlijk een ramp. Het is helder dat het internationale concept dat ervoor was bedacht zowel politiek als militair gezien niet deugde. Ik denk dat we daar op een heel volwassen manier mee om moeten gaan. Zoiets moet geleidelijk slijten. Srebrenica zal na blijven klinken als het slotakkoord van de Mattheuspassion. Schrijnend! Maar het leven gaat verder.” In de zomer van 2022 biedt de Nederlandse overheid de nabestaanden van Srebrenica zijn ‘diepste excuses’ aan voor de genocide, vanwege de ‘gedeelde politieke verantwoordelijkheid waarbinnen dit falen kon gebeuren’.

### Afscheid
Minister van Defensie Joris Voorhoeve noemde Van den Breemen tijdens de afscheidsplechtigheid ter gelegenheid van zijn functionele leeftijdsontslag in de St. Laurenskerk in Rotterdam in juni 1998 „een generaal die in deze roerige tijden heeft bewezen de juiste man op de juiste plaats te zijn”. De chef-Defensiestaf gaf volgens Voorhoeve „met vaste hand en volle overtuiging leiding aan de Nederlandse inbreng in vredesoperaties en aan planningsprocessen in het kader van de herstructurering en verkleining van de krijgsmacht”.
Haagse politici omschreven Van den Breemen als “een ster in quiet diplomacy, ook en vooral in de richting van de Kamer”. Een parlementariër: “Van den Breemen is heel sterk achter de schermen en rustig op de Bühne.”
Van den Breemen kreeg lof toegezwaaid om zijn strategische visie – ontwikkeld al ver voor de herstructurering vanaf 1991 – van internationalisering, flexibilisering en professionalisering van de Nederlandse defensie in het kader van een NAVO-groeimodel, met aandacht voor de noordflank van het bondgenootschap. Een model dat sinds de inval van Rusland in Oekraïne in het voorjaar van 2022 meer dan ooit actueel is geworden.
Onder het bewind van Van den Breemen werd de samenwerking tussen de verschillende krijgsmachtonderdelen sterk geïntensiveerd. Op meerdere terreinen kwam het zelfs tot een fusie van organisaties.
Bij de afscheidsplechtigheid in de Laurenskerk was een groot aantal militairen en andere genodigden aanwezig, onder wie prins Bernhard, oud-minister van defensie Ter Beek – met wie Van den Breemen altijd een goede band onderhield – en de ambassadeurs van Israël en de Verenigde Staten. Bij zijn afscheid werd Van den Breemen gekenschetst als “a soldier’s general”: hij hield van het contact met “de jongens in het veld”. Hij was een echte troepenman, die zich op inspectie naar uitgezonden militairen in zijn element voelde.

## Na zijn pensioen
Het eervol ontslag betekende niet het einde van de carrière van Van den Breemen. Ook in het bedrijfsleven bleek veel animo voor de ‘can-do’ mentaliteit van het Korps. Tot 2000 was Van den Breemen lid van de raad van commissarissen van Baan Company. Verder bleef hij betrokken bij zijn vertrouwde netwerken en is hij bijvoorbeeld medeauteur van Towards a Grand Strategy for an Uncertain World waarin ingegaan wordt op de complexiteit toekomstige mondiale veiligheidsuitdagingen en de mogelijkheden om deze aan te pakken. Deze nieuwe visie voor de NAVO in de 21e eeuw werd breed ontvangen en onder meer geadopteerd in het curriculum van Sandhurst Military Academy.

### Noaber Foundation
Van den Breemen heeft een belangrijke rol gespeeld in opbouw en bestuur van de twee familiefondsen van het echtpaar Paul en Mineke Baan: Noaber Foundation (opgericht in 2000) en Eleven Floawers Foundation (opgericht in 2006). De relatie met IT-ondernemer Paul Baan stamde niet alleen uit de tijd van zijn jeugd in Rijssen, maar ook uit de periode waarin Van den Breemen lid was van de Raad van Commissarissen van Baan Company, een functie die hij van 1998, na zijn leeftijdsontslag bij de krijgsmacht, tot 2000 vervulde.
Van den Breemen zette zijn ervaring en internationale netwerk in voor de opbouw van Noaber Foundation. Dat deed hij o.a. als bestuursvoorzitter, maar ook als adviseur. Het adviseurschap, betrof o.a. de professionalisering van de organisatie in governance en de standaardisering van procedures. Van den Breemen was de stuwende kracht bij projecten en samenwerkingen met een internationale allure, die in toenemende mate gericht waren op gezondheid, zoals de alliantie met de prestigieuze Mayo Clinic in de VS. Ook speelde Van den Breemen namens Noaber Foundation een voortrekkersrol bij oprichting en uitbouw van VitaValley, een netwerk van publieke en private partijen in de zorg en bij VitalHealth Software, thans Philips VitalHealth.
Eleven Floawers Foundation werd in 2006 opgericht door het echtpaar Baan om hun elf kinderen, in het kader van hun opvolging, een ‘filantropische leerschool’ te bieden. Van den Breemen was niet alleen bestuursvoorzitter in het eerste jaar na oprichting (tot 2007), maar coachte ook een aantal kinderen Baan bij hun eerste schreden op het filantropische pad.

### The Owls Cooperative
Geïnteresseerd in ‘doorbraak-innovaties’ lanceerde Van den Breemen in 2011 samen met social venturers Paul Baan en Pieter de Rijcke (van o.a. investeringsfonds De Hoge Dennen) The Owls Foundation. The Owls Foundation ging, na het vertrek van Van den Breemen bij Noaber Foundation, vanaf 2018 verder als The Owls Cooperative.
Van den Breemen was als strategisch adviseur nog steeds betrokken bij de organisatie, die zich richt op innovatiebeleid en -management. Hij was, mede door zijn ervaringen met de fundamentele reorganisatie van de krijgsmacht begin jaren negentig, ook gedurende zijn civiele loopbaan altijd geïnteresseerd gebleven in strategie en visie alsook het ontwikkelen en implementeren van concepten. Die achtte Van den Breemen cruciaal voor het langetermijnsucces van organisaties. The Owls deden en doen, mede gebruikmakend van Van den Breemens grote internationale netwerk en kennis van grote reorganisaties, diepgaand multidisciplinair en internationaal onderzoek naar de genoemde factoren van innovaties, met de praktijk als uitgangspunt, bij onder meer Mayo Clinic, Unilever, Augeo en de Verenigde Naties. Daaruit blijkt dat er gemeenschappelijke kenmerken zijn, generieke factoren door The Owls genoemd, die bepalend zijn voor het succes of falen van een innovatie- of doorbraakproces – ongeacht geografische locatie, werkgebied en soort activiteit. De lessen uit dit onderzoek werden gepubliceerd in de Breakthrough-boekenserie, waarvan Van den Breemen mederedacteur was en waarvoor hij de inleidingen schreef, en doorontwikkeld in een geïntegreerde managementmethode die staat voor samenhang en een pragmatische insteek bij het implementeren van innovaties.

### Muziek
Van den Breemen is zijn gehele leven geïnteresseerd geweest in (klassieke) muziek. Als het aan de jonge Van den Breemen had gelegen, was zijn loopbaan een muzikale en geen militaire geworden. Zijn vader, die bij de Rijkspolitie werkte, overtuigde hem ervan dat met muziek geen droog brood te verdienen viel. De keus viel uiteindelijk op een militaire loopbaan.
Van den Breemen kreeg vanaf zijn zevende jaar orgelles van een plaatselijke organist. Thuis, op het harmonium van zijn grootvader. Later zouden er nog vele leraren volgen. Met zijn veertiende jaar was hij al organist van de Gereformeerde Kerk in Rijssen.
Later speelde hij als organist lange tijd twee keer per maand tijdens een dienst van de hervormde gemeente in zijn woonplaats Mijnsheerenland en was hij vaste begeleider van het kerkkoor en de Cantorij. 
Tijdens zijn afscheidsbezoeken na zijn pensionering speelde hij in de Sint-Pieter in Rome. In 2011 was hij medeoprichter en bestuursvoorzitter van Ambitus Foundation, dat ten doel had om projecten op te zetten en te ondersteunen die de toegankelijkheid van klassieke muziek voor de jeugd te verbeteren. De activiteiten van Ambitus Foundation werden vanaf 2018 onder auspiciën van Codarts als orgelconcours doorgezet.
In een interview met het Reformatorisch Dagblad in 1998 bij zijn afscheid van de krijgsmacht zei Van den Breemen: “De hoogste militaire baas van de krijgsmacht en een organist lijken in functie op elkaar. „Je hebt te maken met duizenden pijpen. Sommige zijn kort, sommige lang, de ene spreekt luid, de andere zacht. Allemaal moeten ze regelmatig worden gestemd. Bij sommige een continu proces, bij een paar een hopeloze zaak”.
Publicaties
- Gids voor Skiërs. Amsterdam, 1981
- Towards a Grand Strategy for un Uncertain World. Lunteren, 2008
- Breakthrough From Innovation to Impact, Volume 1. Lunteren, 2016. ISBN 978-90-823208-0-0
- Breakthrough From Innovation to Impact, Volume 2. Lunteren, 2018. ISBN 978-90-823208-1-7

Civiele onderscheidingen
- 2016 – Ubbo Emmiuspenning voor maatschappelijke verdiensten van de Rijksuniversiteit Groningen (RUG)
- 2017 – Mayo Clinic Distinguished Ambassadors Award

Van den Breemen overleed op 20 januari 2024 op 82-jarige leeftijd.

## Onderscheidingen
Van den Breemen heeft verschillende onderscheidingen ontvangen. Zo is hij:
 Commandeur in de Orde van Oranje Nassau met de Zwaarden (Bij bevordering)

 Ridder in de Orde van de Nederlandse Leeuw

 Officierskruis, met cijfer XXXV

 Marinemedaille

 Vierdaagsekruis

 Vaardigheidsmedaille van de Nederlandse Sport Federatie

 Kruis voor de Tweedaagse Militaire Prestatietocht

 Grootofficier in de Orde van Verdienste van de Bondsrepubliek Duitsland

 Commandeur Legioen of Verdienste (VS)

 Defensie medaille met laurier blad (Noorwegen)

 Ridder 1e Klasse in de Orde van de Poolster (Zweden)

 Erekruis van Verdienste '1e graad' (Tsjechische Republiek)

 Herinneringsembleem Oud-Commando

- Embleem Koudweer Training
- Parawing

- Gemeinsame Normdatei: 1260550850
- Virtual International Authority File: 9165624910842241591